# Häradshammars kyrka

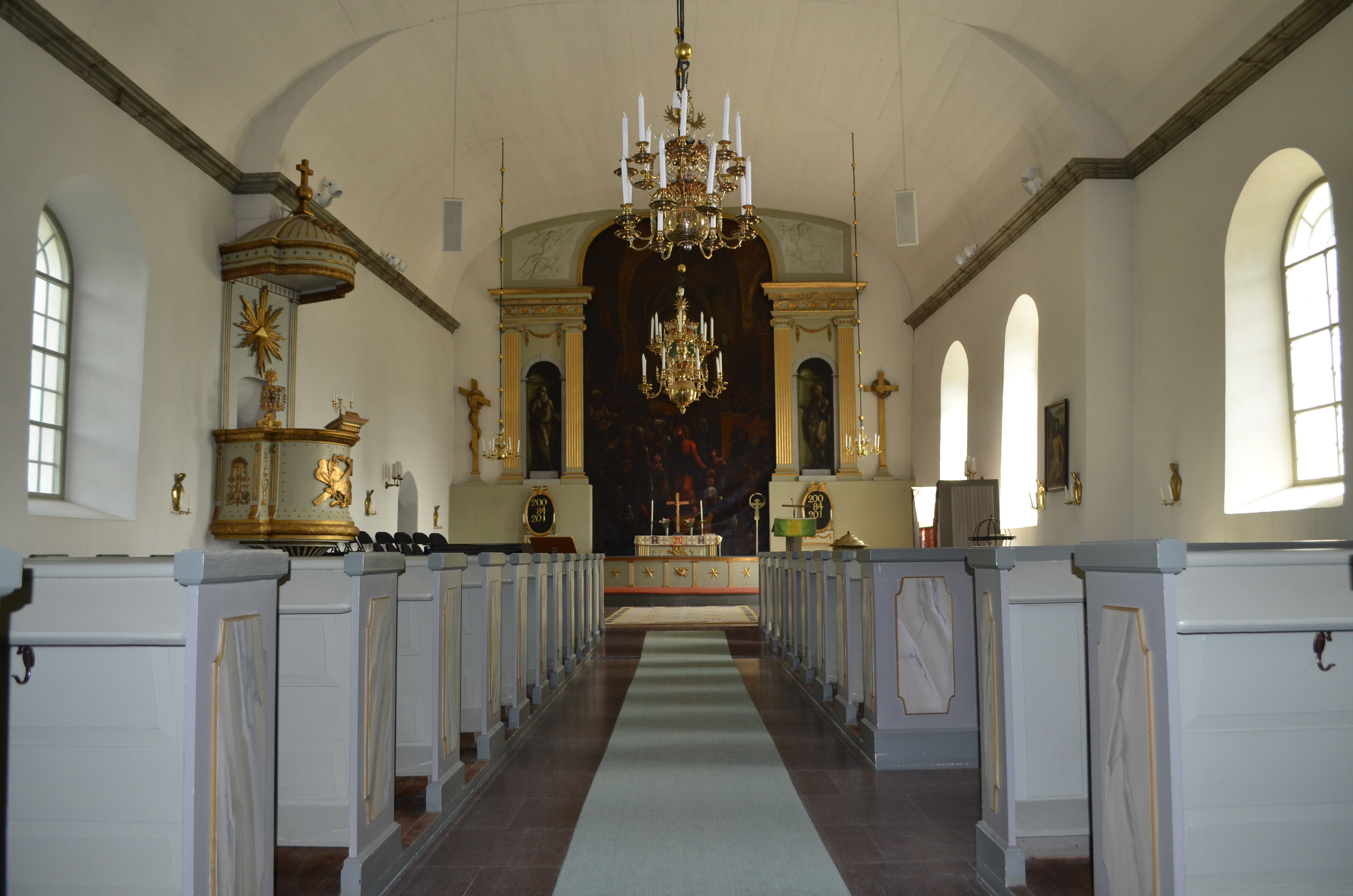
Kyrkorummet.

Häradshammars kyrka är en kyrkobyggnad i Häradshammar i Linköpings stift. Den är sedan 2010 församlingskyrka i Östra Husby församling (tidigare Häradshammars församling).

## Kyrkobyggnaden
Ursprungliga kyrkan var uppförd på medeltiden och drabbades av bränder på 1570-talet samt 1806. Nuvarande kyrka uppfördes efter branden 1806 på samma plats där medeltidskyrkan stod. En äldre sakristia uppförd 1737 vid norra sidan behölls. Kyrktornet byggdes 1836. 1925 belades kyrkans sadeltak med skifferplattor som ersatte tidigare spånbeläggning.
En omfattande renovering utfördes 1950 under ledning av arkitekten Kurt von Schmalensee. Kyrkorummet fick ett nytt golv av kalksten och koret utvidgades.
Sångerskan Zarah Leander och hennes make Arne Hülphers är begravda på kyrkogården.

## Inventarier
- Dopfunten är gjord av mässing och tillkom 1671.
- Predikstolen är samtida med nuvarande kyrka från 1806.
- Altartavlan är målad 1806 av Pehr Hörberg.

### Orgel
- Den första kända orgeln hade 3 stämmor och var tillverkad i Riga. Den såldes 1750 till Konungsunds kyrka.
- 1750 byggd Jonas Wistenius, Linköping en orgel med 9 stämmor. Det kostade 3000 daler.[1]

| Manual       |
| Gedackt 8'   |
| Princial 4’  |
| Gedackt 4’   |
| Oktava 2’    |
| Sp fleut 2'  |
| Kvinta 3’    |
| Rauskvint 2' |
| Mixtur III   |
| Trumpet 8'   |

- 1792 byggd Pehr Schiörlin, Linköping en orgel med 11 stämmor. Den hade 1 manual och pedal. Den förstördes när kyrkan brann ner 1806.
- Orgeln är byggd 1821 av Jonas Fredric Schiörlin, Linköping, och den är mekanisk. Den färdigställdes av hans gesäll Carl Rylander då Schiörlin tog sitt liv under arbetet med orgeln. 1862 omändrades orgeln av Erik Nordström, Flisby. 1954 renoverades orgeln av Bröderna Moberg, Sandviken. Pedalen i orgeln är fast anhängd till manualen.

| Manual           | Pedal      |
| Borduna 16’ D    | Subbas 16’ |
| Princial 8’      | Basun 16’  |
| Fleut d'amour 8’ |            |
| Fugara 8’        |            |
| Octava 4’        |            |
| Fleut 4’         |            |
| Qvinta 3'        |            |
| Octava 2'        |            |
| Scharf 2 ch      |            |
| Trumpet 8' B/D   |            |

#### Kororgel
- Orgeln är byggd 1985 av Åkerman & Lund Orgelbyggeri, Knivsta. Orgeln är mekanisk.

| Manual |
| 8’     |
| 4’     |
| 2’     |

## Bildgalleri

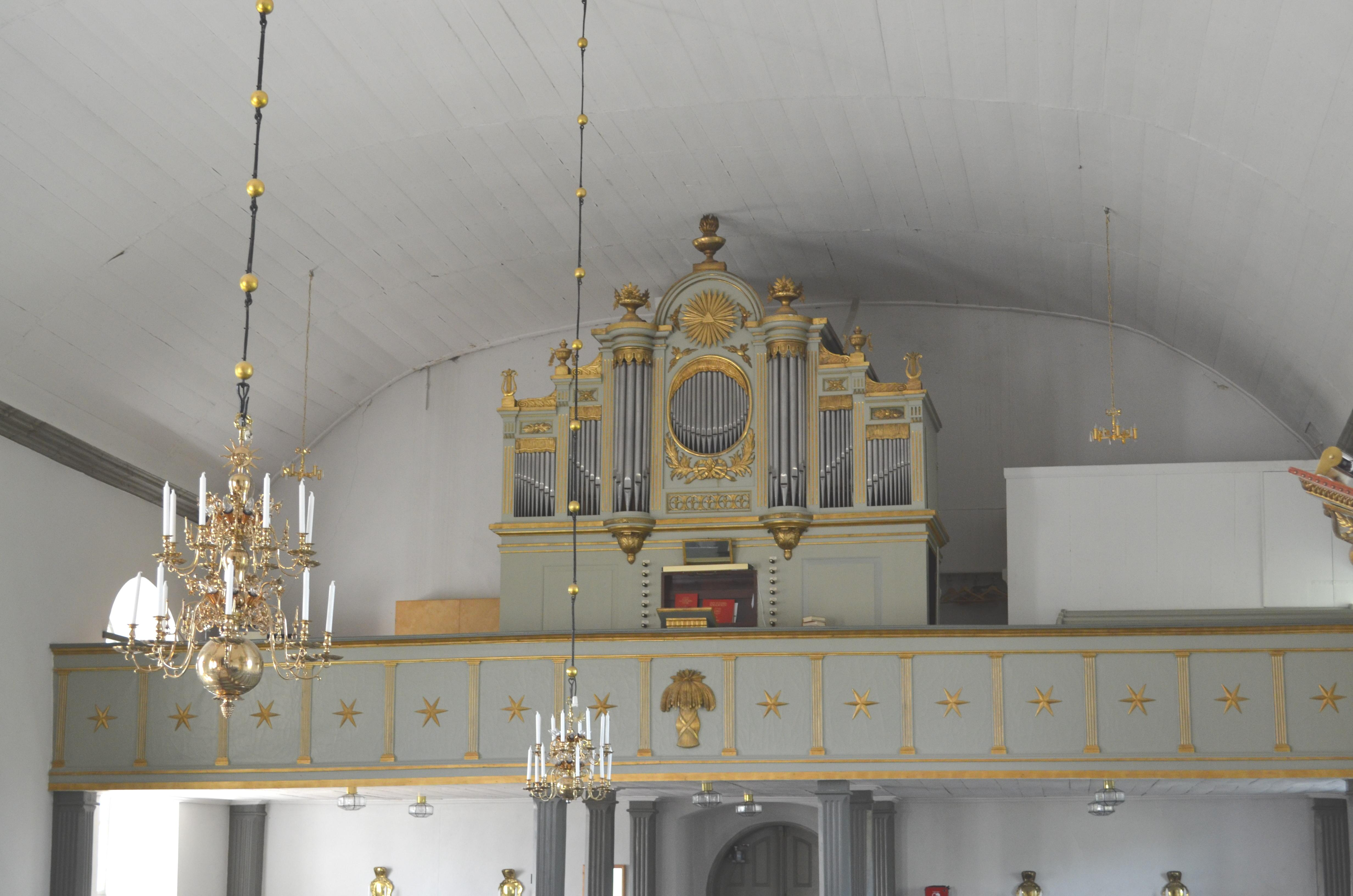
Orgelläktaren
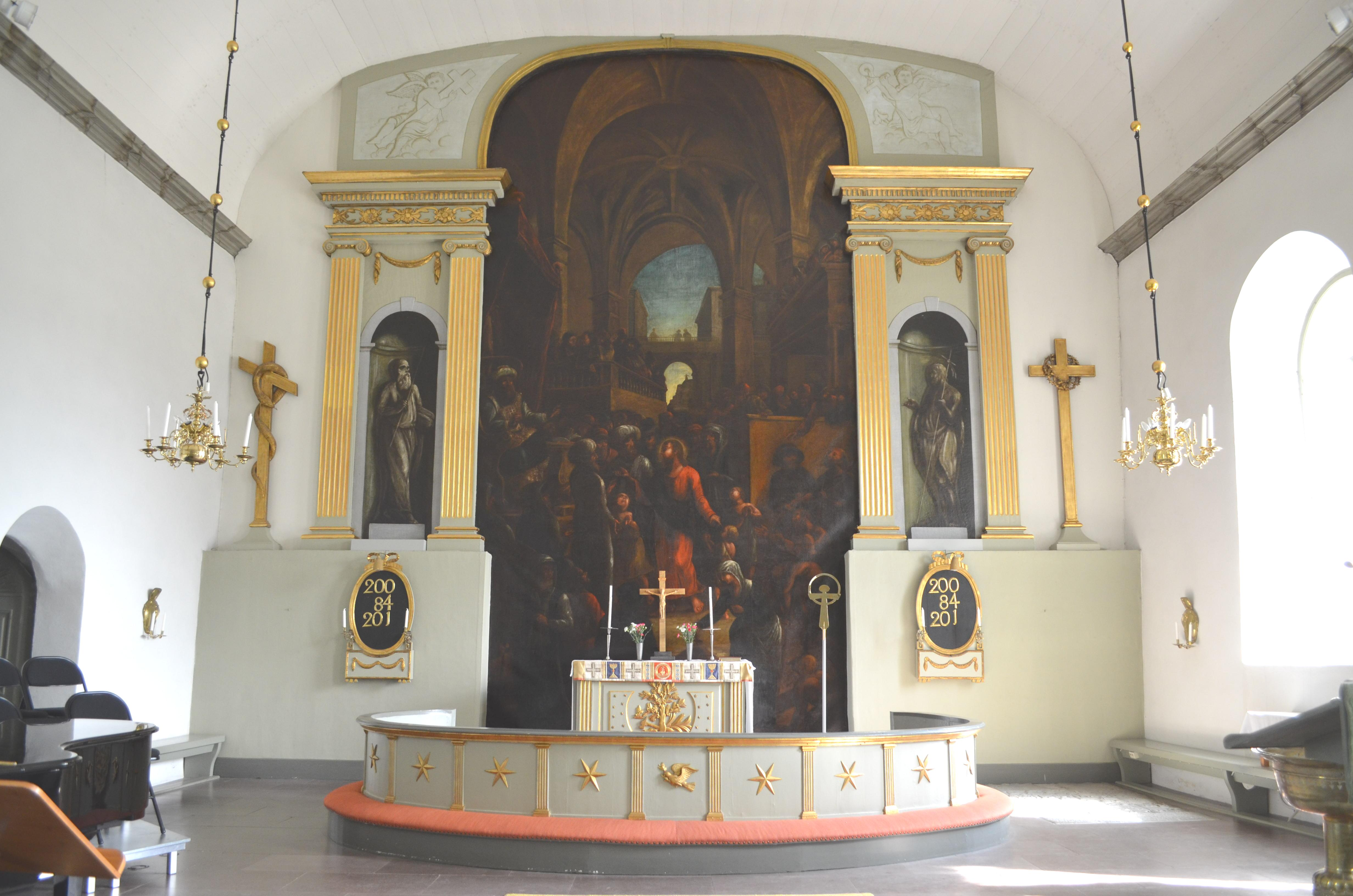
Altaret
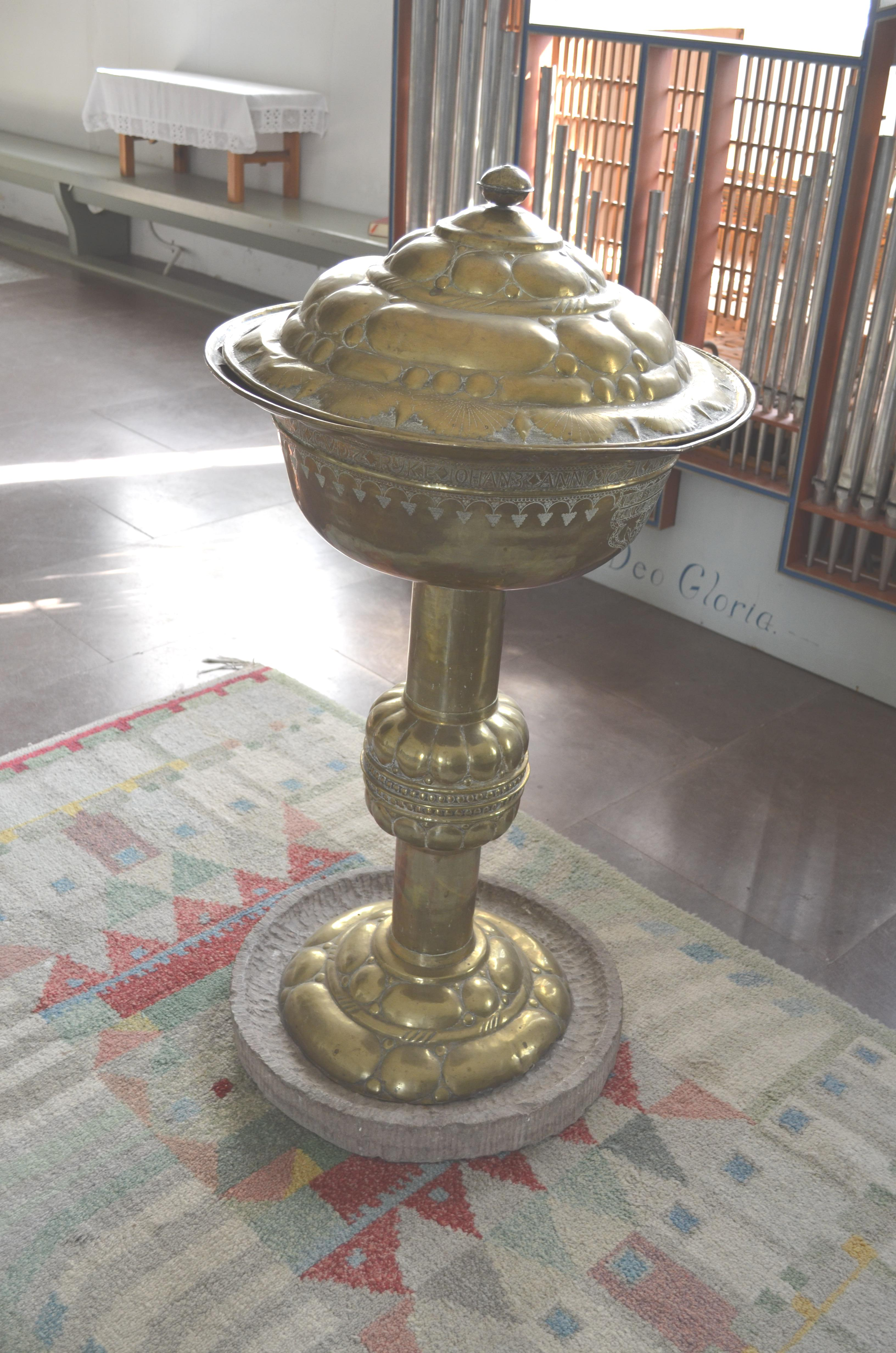
Dopfunten
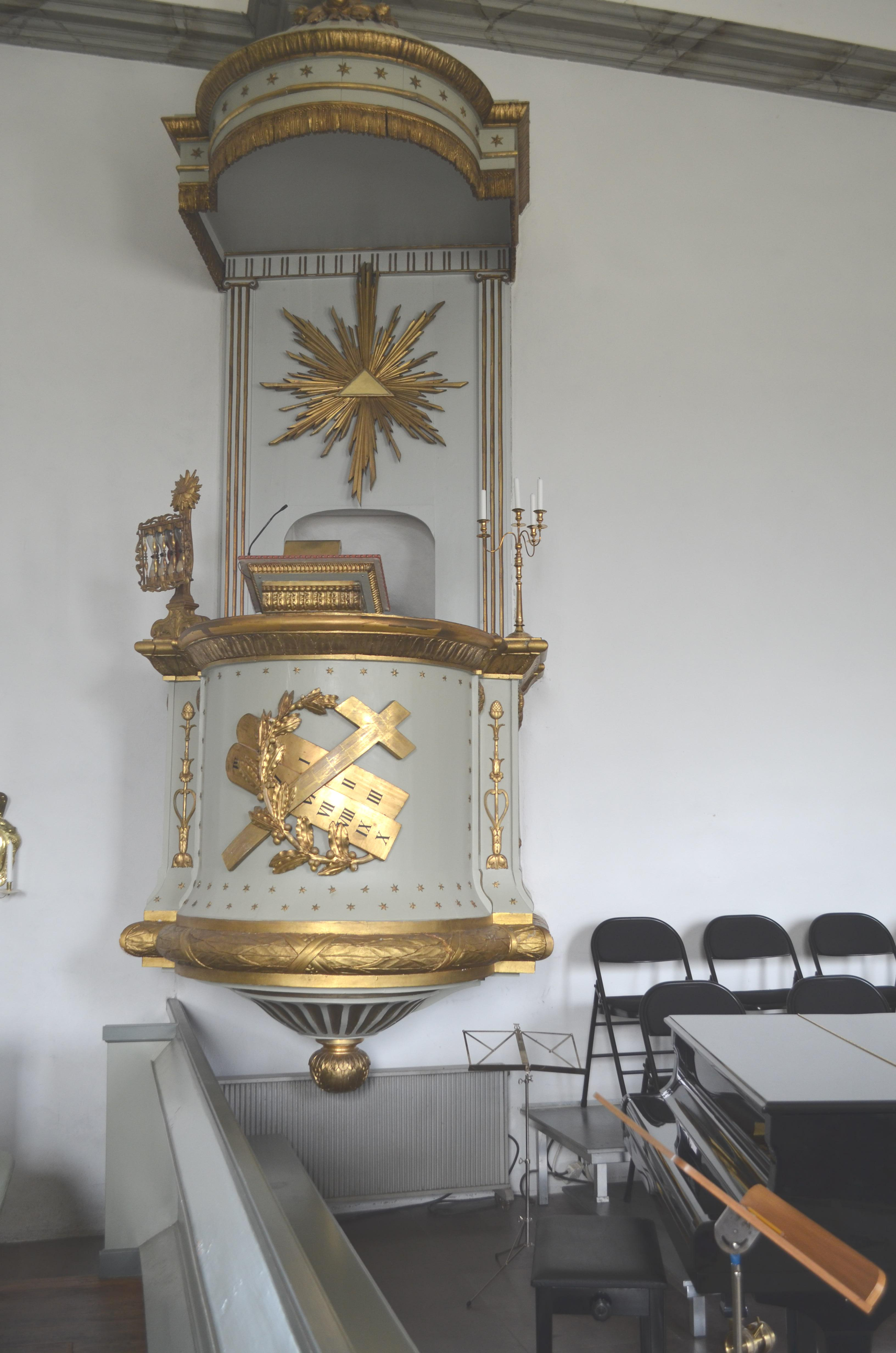
Predikstolen